# Lynn Woolsey
Lynn C. Woolsey (Seattle, 3 novembre 1937) è una politica statunitense, membro della Camera dei Rappresentanti per lo stato della California dal 1993 al 2013.

## Biografia
Nel 1992 la Woolsey si candidò per sostituire la deputata Barbara Boxer, eletta senatrice e vinse le elezioni con il 66% dei voti. Fu poi rieletta con ampio margine per altri otto mandati.
La Woolsey è di ideologia progressista ed è vicepresidente del Congressional Progressive Caucus. È stata una dei più ferventi oppositori della risoluzione della guerra in Iraq: ha chiesto più volte il ritiro delle truppe, scritto lettere di protesta al Presidente Bush e invitato ad un suo discorso ufficiale Cindy Sheehan, nota attivista pacifista.
Si è poi battuta per la tolleranza religiosa, votando per riconoscere il Ramadan e il Diwali e opponendosi ad una risoluzione che proclamava gli Stati Uniti "nazione cristiana".
Nel 2000 ha presentato una proposta per revocare lo statuto dei Boy Scouts of America, che non permette l'adesione ai ragazzi omosessuali.
Il 27 aprile 2009 Lynn Woolsey, insieme ad altri cinque deputati (Jim McGovern, John Lewis, Jim Moran, Keith Ellison e Donna Edwards) fu arrestata perché protestava contro il genocidio del Darfur davanti all'ambasciata del Sudan a Washington.
Nel 2012 annunciò la sua intenzione di non chiedere la rielezione e lasciò il Congresso dopo vent'anni di servizio.